# Abena Osei Asare
Abena Osei-Asare (sinh ngày 16 tháng 1 năm 1979) là một chính trị gia Ghana và hiện là Thành viên của Parlialment cho Atiwa East (khu vực bầu cử quốc hội Ghana).

## Giáo dục
Abena Osei Asare được giáo dục trung học tại Trường trung học Wesley Girls -Cape-Coast (1995-97), sau đó cô có được giáo dục đại học từ Đại học Ghana, nơi cô học Kinh tế và Địa lý. Cô là thành viên của ACCA và có chứng chỉ về Xử lý từ ACI (Hiệp hội thị trường tài chính).

## Sự nghiệp
Abena Osei Tấn Asare đã từng làm Trợ lý Giám đốc cho Đại học New York ở Ghana trong khoảng thời gian (2004 và 2007) và cũng là Trưởng nhóm Khách hàng (2007-2009) và Đại lý cho Bộ Tài chính (2009-12) Ngân hàng Barclays Ghana Limited. Vào năm 2000, cô trở thành thành viên của Đảng Yêu nước mới và trên vé của đảng chính trị này, cô đã tranh cử vào Nghị viện của khu vực bầu cử mới được thành lập Atiwa East (Khu vực phía Đông) trong cuộc bầu cử quốc hội năm 2012.

## Chính trị
Abena đã tranh cử và giành được ghế trong nghị viện của Đảng Yêu nước mới cho Khu vực bầu cử Đông Atiwa ở khu vực phía đông Ghana. Cô đã giành được ghế này trong cuộc tổng tuyển cử Ghana năm 2016. Cô đã tranh đấu với một ứng cử viên khác là Asante Foster của Đại hội Dân chủ Quốc gia. Abena đã giành chiến thắng trong cuộc bầu cử bằng cách giành được 17.399 phiếu bầu trong số 22.486 diễn viên, chiếm 77,81% tổng số phiếu hợp lệ.